# Heidi Biebl
Pour les articles homonymes, voir Biebl.
Heidi Biebl, née le 17 février 1941 à Oberstaufen et morte le 20 janvier 2022 à Immenstadt, est une skieuse alpine allemande.

## Palmarès

### Jeux olympiques d'hiver
| Épreuve / Édition    | Descente | Slalom géant | Slalom |
| JO 1960 Squaw Valley | Or       | 37e          | 21e    |
| JO 1964 Innsbruck    | 4e       | Disqualifiée | 4e     |

### Championnats du monde
| Épreuve / Édition      | Descente | Slalom géant | Slalom  | Combiné      |
| JO 1960 Squaw Valley   | Or       | 37e          | 21e     | 13e          |
| Mondiaux 1962 Chamonix | Abandon  | 11e          | Abandon | —            |
| JO 1964 Innsbruck      | 4e       | Disqualifiée | 4e      | Disqualifiée |

### Arlberg-Kandahar
- Vainqueur du Kandahar 1961 à Mürren
  - Vainqueur des slaloms 1962 à Sestrières et 1965 à Sankt Anton